# Гурино (Краснокамский район)
Гурино — деревня в составе Краснокамского городского округа в Пермском крае России.

## История
Известна с 1847 года. До 2018 года входила в Майское сельское поселение Краснокамского района. После упразднения обоих муниципальных образований вошла в состав образованного муниципального образования Краснокамского городского округа.

## География
Деревня расположена на левом берегу реки Сюзьва у её устья на расстоянии примерно 6 километров на юго-запад от города Краснокамск. Представляет собой типичную дачную деревню.
Климат
Климат умеренно континентальный. Наиболее тёплым месяцем является июль, средняя месячная температура которого 17,4—18,2 °C, а самым холодным январь со среднемесячной температурой −15,3…−14,7 °C. Продолжительность безморозного периода 110 дней. Снежный покров удерживается 170—180 дней.

## Население
| 2010 |
| ---- |
| 17   |

Постоянное население составляло 6 человек в 2002 году, в национальной структуре населения русские составляли 100 %.